# Chitry
Chitry (aussi appelée Chitry-le-Fort) est une commune française, située dans le département de l'Yonne en région Bourgogne-Franche-Comté.
Chitry fait partie de l'agglomération d'Auxerre, c'est une commune membre de la communauté d'agglomération de l’Auxerrois

## Géographie
Chitry se trouve entre Saint-Bris-le-Vineux et Courgis.

### Climat
Pour des articles plus généraux, voir Climat de la Bourgogne-Franche-Comté et Climat de l'Yonne.
En 2010, le climat de la commune est de type climat océanique dégradé des plaines du Centre et du Nord, selon une étude du Centre national de la recherche scientifique s'appuyant sur une série de données couvrant la période 1971-2000. En 2020, Météo-France publie une typologie des climats de la France métropolitaine dans laquelle la commune est exposée à un climat océanique altéré et est dans la région climatique  Lorraine, plateau de Langres, Morvan, caractérisée par un hiver rude (1,5 °C), des vents modérés et des brouillards fréquents en automne et hiver. 
Pour la période 1971-2000, la température annuelle moyenne est de 10,7 °C, avec une amplitude thermique annuelle de 15,8 °C. Le cumul annuel moyen de précipitations est de 794 mm, avec 11,9 jours de précipitations en janvier et 7,8 jours en juillet. Pour la période 1991-2020, la température moyenne annuelle observée sur la station météorologique de Météo-France la plus proche, « Chablis_sapc », sur la commune de Chablis à 9 km à vol d'oiseau, est de 11,6 °C et le cumul annuel moyen de précipitations est de 740,3 mm. 
La température maximale relevée sur cette station est de 42,6 °C, atteinte le 25 juillet 2019 ; la température minimale est de −24,2 °C, atteinte le 16 janvier 1985,,. 
Les paramètres climatiques de la commune ont été estimés pour le milieu du siècle (2041-2070) selon différents scénarios d'émission de gaz à effet de serre à partir des nouvelles projections climatiques de référence DRIAS-2020. Ils sont consultables sur un site dédié publié par Météo-France en novembre 2022.

## Urbanisme

### Typologie
Au 1er janvier 2024, Chitry est catégorisée commune rurale à habitat dispersé, selon la nouvelle grille communale de densité à sept niveaux définie par l'Insee en 2022.
Elle est située hors unité urbaine. Par ailleurs la commune fait partie de l'aire d'attraction d'Auxerre, dont elle est une commune de la couronne,. Cette aire, qui regroupe 104 communes, est catégorisée dans les aires de 50 000 à moins de 200 000 habitants,.

### Occupation des sols
L'occupation des sols de la commune, telle qu'elle ressort de la base de données européenne d’occupation biophysique des sols Corine Land Cover (CLC), est marquée par l'importance des territoires agricoles (76,6 % en 2018), en diminution par rapport à 1990 (77,6 %). La répartition détaillée en 2018 est la suivante : 
terres arables (48,7 %), forêts (20,6 %), zones agricoles hétérogènes (14,3 %), cultures permanentes (13,6 %), zones urbanisées (2,8 %). L'évolution de l’occupation des sols de la commune et de ses infrastructures peut être observée sur les différentes représentations cartographiques du territoire : la carte de Cassini (XVIIIe siècle), la carte d'état-major (1820-1866) et les cartes ou photos aériennes de l'IGN pour la période actuelle (1950 à aujourd'hui).

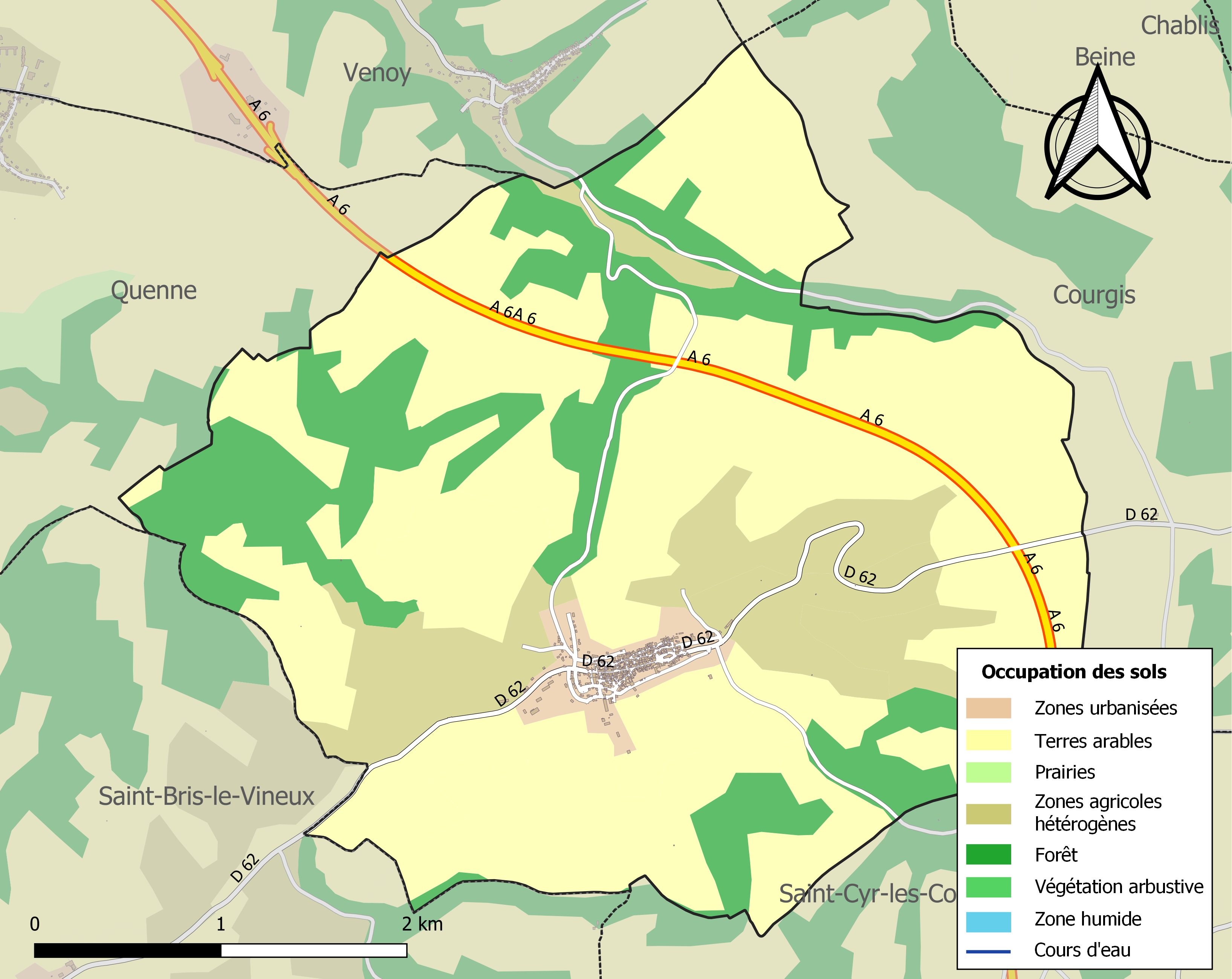
Carte des infrastructures et de l'occupation des sols de la commune en 2018 (CLC).

## Histoire
En 1549, les deux parties du village, formant deux fiefs séparés s'appelaient Chitry-Dessus et Chitry-Dessous.
Ces deux dénominations indiquaient que, du Xe au XIIIe siècle, Chitry était divisé en deux parties, en raison de deux seigneuries distinctes et parfois rivales. 
La première, côté sud de la rue principale, la partie haute, relevait du comté de Tonnerre, en Champagne et la seconde, côté nord, la partie basse, comprenant l'église fortifiée, relevait du comté d'Auxerre, en Bourgogne.
La grande rue était la ligne de séparation des deux provinces.

Blason de Chitry-le-Fort.

Le blason de Chitry a été choisi comme étant l'écusson représentant les armoiries de la famille de Choiseul, un membre de cette famille était seigneur de Chitry en 1505.
« D'azur à la croix d'or, cantonnée de 18 billettes de même, 5 dans les cantons du chef et 4 dans ceux de pointe ».
Pour donner plus d'intérêt à la commune, on remplaça les cinq billettes du canton droit du chef par une effigie de l'église.
La mairie et les écoles ont été construites sur pilotis en 1868 car, à cette époque, il y avait un marais à cet endroit.

### Moyen Âge
La terre de Chitry appartient au XIIIe siècle à une branche de la famille des Barres (1275, Jean des Barres et son neveu Gui ; probablement la branche des Barres de La Guerche ; un autre Chitry fut également à cette famille : Chitry). Les Noyers de Maisey (Jean en 1346) ; de Mello de Saint-Bris (cf. l'article Dreux), leur succèdent (Dreu en 1369). Les archives communales détiennent un lot exceptionnel de documents concernant la communauté villageoise durant la guerre de Cent Ans. C'est ainsi qu'on voit les habitants se cotiser durant la première phase de cette guerre pour fortifier leur église. L'initiative contrariant la politique de « terre brûlée » du Dauphin, les habitants sont amenés à accepter que la Couronne désigne le capitaine de leur moutier qu'ils avaient pris l'habitude de désigner directement. L'église comportera jusqu'à trois tours. Il n'en subsiste que deux, dont une tour massive en forme de donjon. Au milieu du XVIIe siècle, la famille de Lambert, des marquis de Saint-Bris, acquiert la seigneurie de Chitry.

### Un village coupé en deuxpour le plus grand bien de tous[réf.nécessaire]
La rue centrale du village sert de limite à deux circonscriptions fiscales : celle de Tonnerre et celle d'Auxerre. Elles-mêmes perpétuaient une division féodale. Autant dire que lors des visites des « rats de cave », les tonneaux passaient d'un côté à l'autre de la rue. Ce mouvement de tangage souterrain peut expliquer la fortune des marchands de vin locaux.

### Renaissance
Comme beaucoup de villages icaunais, Chitry est fortifié en 1538, avec des murailles.
En 1509, le pape accorde cent jours d'indulgence à ceux qui visiteront l'église Saint-Valérien à l'occasion de certaines fêtes.
Les Choiseul tiennent la seigneurie : Alix de Choiseul-Lanques, veuve de Nicolas de Choiseul, seigneur de Praslin et du Plessis, en 1548 ; Georges en 1575 ; Ferry de Choiseul, maréchal des camps et armées du Roi en 1623 ; Madeleine de Choiseul, veuve de Jean Mallet, comte de Dubrée, en 1646. Mais d'autres lots sont à Jean de Crespy (la moitié en 1575 et 1602).

### L'ère de Lambert
En 1646 et 1647, Jean de Lambert, marquis de Saint-Bris et maréchal des camps et armées du Roi (père d'Henri), achète la baronnie aux sieurs de Vatimont (Samuel de Beauvau-Manonville, aussi seigneur de Poix), de Praslin-Choiseul, et à la veuve de Jean Mallet. Le sort de Chitry devient lié à celui de sa puissante voisine.

### Les familles de Chitry
Le commerce du vin permet aux fils du village de se rendre à Paris et de s'y faire immatriculer bourgeois de Paris. Ce statut procure des avantages pour y introduire des productions venues de province. La réussite profite aux plus hardis. Les Poan deviennent marchand de vin privilégiés suivant la Cour dès le début du XVIIe siècle. Par la suite, les Guénier (venus de Saint-Cyr-les-Colons, passés à Quenne et Saint-Bris), les Campenon (venus de Saint-Bris et repartis à Tonnerre) brilleront dans le monde étroit des marchands commissionnaires de vin.
Le village de Chitry est connu pour avoir donné un nombre remarquablement élevé de prêtres au diocèse durant le XXe siècle.

## Politique et administration
| Période | Période | Identité              | Étiquette | Qualité |
| ------- | ------- | --------------------- | --------- | ------- |
| 1790    |         | Richer                |           |         |
|         |         | Jean-Baptiste Billon  |           |         |
| 1808    | 1815    | Pierre-Jacques Aubron |           |         |
| 1815    |         | Ambroise Raoul        |           |         |
|         |         |                       |           |         |
| 1898    | 1907    | Achille Petit         |           |         |
|         |         |                       |           |         |
| 2008    | 2014    | Jean-Yves Krantz      |           |         |
| 2020    | 2026    | Christian Bouley      |           |         |

## Démographie
L'évolution du nombre d'habitants est connue à travers les recensements de la population effectués dans la commune depuis 1793. Pour les communes de moins de 10 000 habitants, une enquête de recensement portant sur toute la population est réalisée tous les cinq ans, les populations de référence des années intermédiaires étant quant à elles estimées par interpolation ou extrapolation. Pour la commune, le premier recensement exhaustif entrant dans le cadre du nouveau dispositif a été réalisé en 2005.

En 2022, la commune comptait 348 habitants, en évolution de −1,69 % par rapport à 2016 (Yonne : −1,95 %, France hors Mayotte : +2,11 %).
| 1793 | 1800 | 1806 | 1821 | 1831 | 1836 | 1841 | 1846 | 1851 |
| ---- | ---- | ---- | ---- | ---- | ---- | ---- | ---- | ---- |
| 586  | 576  | 614  | 612  | 693  | 703  | 706  | 721  | 662  |

| 1856 | 1861 | 1866 | 1872 | 1876 | 1881 | 1886 | 1891 | 1896 |
| ---- | ---- | ---- | ---- | ---- | ---- | ---- | ---- | ---- |
| 657  | 667  | 690  | 644  | 638  | 625  | 656  | 600  | 595  |

| 1901 | 1906 | 1911 | 1921 | 1926 | 1931 | 1936 | 1946 | 1954 |
| ---- | ---- | ---- | ---- | ---- | ---- | ---- | ---- | ---- |
| 572  | 583  | 515  | 408  | 405  | 372  | 354  | 329  | 337  |

| 1962 | 1968 | 1975 | 1982 | 1990 | 1999 | 2005 | 2006 | 2010 |
| ---- | ---- | ---- | ---- | ---- | ---- | ---- | ---- | ---- |
| 351  | 297  | 308  | 372  | 329  | 334  | 340  | 340  | 359  |

| 2015 | 2020 | 2022 | - | - | - | - | - | - |
| ---- | ---- | ---- | - | - | - | - | - | - |
| 356  | 341  | 348  | - | - | - | - | - | - |

## Lieux et monuments

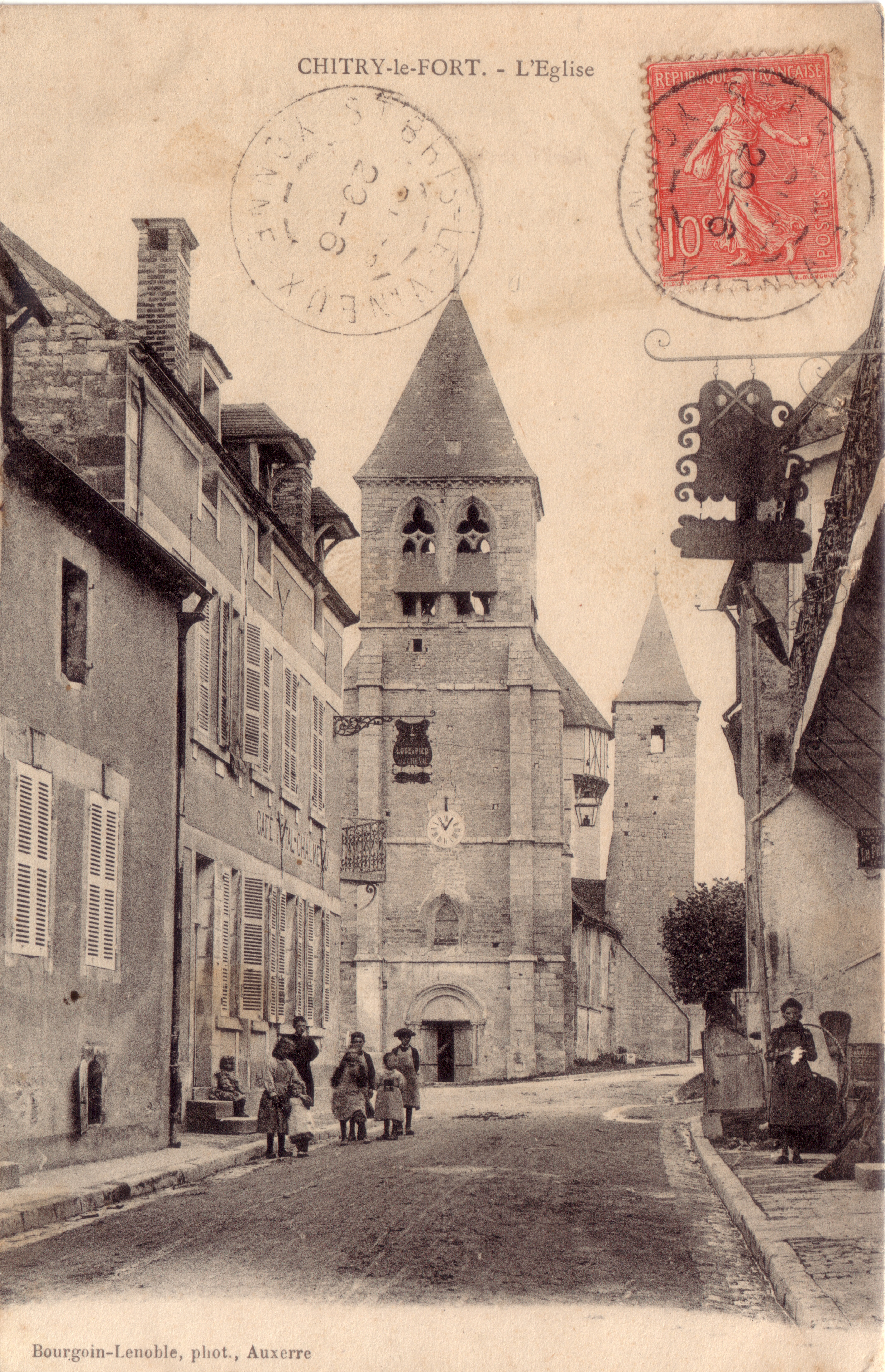
L'église vers 1900.

- Église Saint-Valérien de Chitry du XIIIe siècle.

L'église étant « fortifiée », c'est de là que vient le suffixe le Fort car la vraie dénomination est Chitry-le-Fort.
L'édifice est classé au titre des monuments historiques en 1905.

## Autres

Parc éolien de l'Auxerrois

- Prix du Village remarquable du vignoble à l’occasion du Concours des villes, villages et maisons fleuris. Une distinction remise par le jury régional le 23 octobre 2008 à Quetigny (Côte-d’Or), en récompense « des efforts de la commune associant la mise en valeur de son patrimoine et son activité viti-vinicole à un fleurissement de qualité.
- Parc éolien : le parc éolien de l'Auxerrois, constitué de 16 éoliennes de 100 m, a été installé en 2015 sur les communes de Chitry et de Quenne. Ainsi 12 éoliennes Vestas de 2 MW sont installées sur le territoire de Chitry[22].

## Pour approfondir